# Tom Suozzi
Thomas R. Suozzi, né le 31 août 1962 à Glen Cove, est un homme politique américain. Membre du Parti démocrate, il est élu à la Chambre des représentants des États-Unis pour le 3e district de l'État de New York en 2016. Bien que ne s'étant pas représenté en 2022, il retrouve le siège un an plus tard grâce à une victoire dans une partielle faisant suite à l'expulsion de son successeur de la Chambre.

## Biographie

### Carrière professionnelle et politique locale

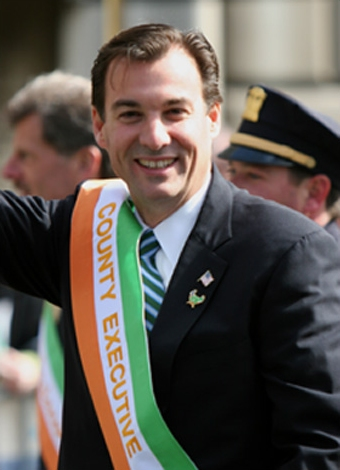
Suozzi, alors county executive de Nassau.

Diplômé en comptabilité du Boston College, Tom Suozzi est auditeur pendant deux ans avant de rejoindre la faculté de droit de l'université Fordham. Il devient alors avocat en droit commercial.
En 1991, il prend la tête du Parti démocrate de Glen Cove et se présente aux élections municipales, au cours desquelles il est battu. À nouveau candidat en 1993, il est élu maire de la ville. Crédité de l'amélioration de la situation financière de la municipalité, il est réélu à trois reprises à ce poste qu'occupait son père dans les années 1950. Il siège également au conseil des superviseurs du comté de 1994 à 1995.
En 2001, il remporte la primaire démocrate pour devenir county executive du comté de Nassau, devançant de 5 000 voix le favori Thomas DiNapoli. Profitant notamment des problèmes financiers du précédent exécutif républicain, il est facilement élu avec environ deux tiers des voix. Il est le premier démocrate à prendre la tête de ce comté de 1,3 million d'habitants depuis 1970. Il est facilement réélu en 2005. À ce poste, il assainit les finances du comté, en partie par une augmentation des impôts,.
Suozzi se présente au poste de gouverneur de l'État de New York en 2006, mais il arrive loin derrière Eliot Spitzer lors de la primaire démocrate, avec seulement 18 % des suffrages.
Candidat à un troisième mandat de county executive en 2009, Suozzi est battu de justesse (386 voix) par le républicain Edward Mangano. Après sa défaite, il travaille notamment pour la banque d'investissement Lazard Freres, se spécialisant dans les contrats publics-privés. Suozzi est à nouveau battu par Mangano en 2013, avec une marge plus importante qu'en 2009.

### Représentant des États-Unis
Lors des élections de 2016, Tom Suozzi se présente à la Chambre des représentants des États-Unis dans le 3e district de l'État de New York, qui comprend la côte nord de Long Island, à cheval sur les comtés de Nassau, Queens et Suffolk. Il remporte la primaire démocrate avec 35,5 % des suffrages devançant quatre autres candidats dont Steve Stern, soutenu par le représentant sortant Steve Israel. Le 8 novembre, il est élu représentant avec environ 53 % des voix face au sénateur républicain Jack Martins. Son score est similaire à celui d'Hillary Clinton dans la circonscription.
En 2018, Suozzi remporte la primaire démocrate sans opposant puis bat le républicain Dan DeBono avec 59 % des suffrages. Il est de nouveau candidat pour l'élection de novembre 2020, après s'être imposé à la primaire du mois de juin. Il est réélu avec près de 13 points d'avance sur son rival républicain, George Santos.
En 2022, il est candidat à l'élection du gouverneur de l'État de New York face à la démocrate sortante, Kathy Hochul, qui accède au poste l'année précédente après la démission d'Andrew Cuomo. Tom Suozzi mène une campagne modérée et termine en troisième position de la primaire démocrate, derrière Kathy Hochul et l'élu new-yorkais Jumaane Williams. Il n'est donc pas candidat à sa succession au Congrès lors de l'élection de novembre 2022 et le républicain George Santos gagne le siège.
Georges Santos voit de nombreuses polémiques éclater après son élection, jusqu'à être expulsé de la Chambre en décembre 2023. Tom Suozzi se porte alors candida ) l'élection partielle pour le remplacer, et obtient l'investiture du Parti démocrate de New York, après avoir obtenu le soutien de la gouverneure Kathy Hochul qu'il avait affronté l'année précédente. Il regagne le siège avec près de 54 % des suffrages face à la républicaine Mazi Pilip lors du scrutin du 28 février 2024. Il est réélu pour un nouveau mandat complet lors des élections de 2024 contre le républicain Michael LiPetri.

## Positions politiques
Thomas Suozzi est considéré comme un démocrate modéré. À la Chambre des représentants, il est vice-président du groupe bipartisan Problem Solvers Caucus.